# Frederick Dix
Frederick Dix, född juni 1883 i Cley och död 18 februari 1966 i Totnes, var en brittisk hastighetsåkare på skridskor. Han deltog i de olympiska spelen i Chamonix 1924 och i Sankt Moritz 1928. Som bäst kom han på tjugotredje plats på 500 m.

## Fotnoter
1. ↑  Sports-Reference.com, läs online, läst: 31 januari 2016.[källa från Wikidata]